# معهد الدراسات السياسية آكس أون بروفانس
معهد الدراسات السياسية آكس أون بروفانس (بالفرنسية: Institut d'Etudes Politiques d'Aix-en-Provence)، يدعى اختصاراً Sciences Po Aix هو معهد للتعليم العالي والبحث العلمي في آيكس أومبروفينس. المعهد متخصص في العلوم الاجتماعية والعلاقات الدولية. يقوم كذلك بتدريس القانون، الاتصال، والصحافة. رئيسها هو كريستين لاغارد منذ عام 2010.